# 買い物依存症
買い物依存症（かいものいそんしょう、かいものいぞんしょう）、買い物嗜癖（かいものしへき）は「行動嗜癖」と称される反復性行動のひとつである。
現時点では買い物嗜癖を精神疾患として認めるためのエビデンスが不足しており、DSM-5では診断名は記載されておらず、嗜癖性障害群からも除外されている。
ICD-10においても買い物依存（買い物嗜癖）についての記述は存在しない。
以上のように、現時点ではDSM-5およびICD-10において買い物嗜癖は精神疾患として記載されていない点に注意が必要である。
日本では1992年に登場したキャロリン・ウェッソン著、斎藤学訳の『買い物しすぎる女たち』（原題『Women Who Shop Too Much』）などによって知られていった。

## 概要
自身にとって不必要、あるいはすでに同様の物を所持しているにもかかわらず多数の物品を購入してしまうという症状。同じものを買うという傾向もあることから記憶の散漫、認知症の発症も要因として視野に入れられている。
買い物依存症の主な原因としてはストレスが挙げられており、イライラしたり不機嫌になる毎にデパートなどに行き買い物をし、物質的に満たされるという快楽を得ることで心を癒している。
比較的女性の方が買い物依存症に陥る傾向が高い。対して男性の場合は同様のストレス解消の手段としてギャンブルを行っており、その症状はギャンブル依存症（病的賭博、ギャンブル障害）と呼ばれている。男性の場合、車・骨董品・腕時計や愛人へのプレゼントで散財しやすい。また日本では、主婦のパチンコ依存も問題になっている。
自身の経済力を省みずにブランド品や高級品を購入してしまいカード破産やローン破産に陥ってしまったという事例も存在する。
英語では「CBD」(Compulsive Buying Disorder）と呼ばれ、アメリカ合衆国の全人口のうち、約6％が買い物依存症であるという。アメリカは、現金決済や即時払いの電子マネーが主流の日本と異なり、後払いのクレジットカード決済が広く浸透しているため、買い物依存症患者の増加に一役買っているとされる。

## 治療
認知行動療法とパーソン中心／体験過程療法の有用性が示されている。

## 関連作品
- バラエティ番組
  - NHK Eテレ『ねほりんぱほりん』「買い物依存症の女」 2018年10月17日放送[6][7]
- ドラマ及びドラマ化された作品
  - NHK総合『私の中の誰か～買い物依存症の女たち～』 1998年5月～6月放送[8]
  - フジテレビ系『嗤う淑女』[9] - 2024年夏ドラマ化。原作は中山七里による同名のミステリー小説。
- エッセイ
  - 中村うさぎ『ショッピングの女王』シリーズ 文藝春秋 1999年〜2004年 - 週刊文春連載
- 漫画
  - 野妻まゆみ『深町医院物語(2)』 宙出版 2004年 ISBN 978-4776713586 - 週刊女性COMIC Shan（主婦と生活社）連載
  - 中村うさぎ原作、森島明子漫画『ショッピングの女王』シリーズ 竹書房 2002年〜2004年 - まんがライフ連載。前述のエッセイの漫画化